# Epalpus rufiventris
Epalpus rufiventris là một loài ruồi trong họ Tachinidae.